# 30-я гвардейская механизированная бригада
30-я гвардейская механизированная Днестровско-Хинганская Краснознаменная, орденов Кутузова  и Богдана Хмельницкого бригада — механизированная  бригада Красной армии в годы Великой Отечественной войны.
Сокращённое наименование — 30 гв.  мбр.

## Формирование и организация
30-я гвардейская механизированная бригада преобразована из 2-й механизированной бригады на основании Приказа НКО № 0306 от 12.09.1944 г. и Директивы ГШ КА № Орг/3/313678 от 10.10.1944 г.

## Боевой и численный состав
Бригада преобразована в гвардейскую (штаты №№ 010/420 - 010/431, 010/451, 010/465):
- Управление бригады (штат № 010/420)
- 1-й мотострелковый батальон (штат № 010/421)
- 2-й мотострелковый батальон (штат № 010/421)
- 3-й мотострелковый батальон (штат № 010/421)
- Минометный батальон (штат № 010/422)
- Артиллерийский дивизион (штат № 010/423)
- Рота ПТР (штат № 010/424)
- Рота автоматчиков (штат № 010/425)
- Разведывательная рота (штат № 010/426)
- Рота управления (штат № 010/427)
- Рота техобеспечения (штат № 010/428)
- Инженерно-минная рота (штат № 010/429)
- Автомобильная рота (штат № 010/430)
- Медико-санитарный взвод (штат № 010/431)
- Зенитно-пулеметная рота (штат № 010/451)
- 84-й гвардейский танковый полк (штат № 010/465) - бывший 252-й тп

## Подчинение
Периоды вхождения в состав Действующей армии:
- с 12.09.1944 по 11.05.1945 года.
- с 09.08.1945 по 03.09.1945 года.

| Дата            | Фронт (округ)        | Армия                          | Корпус                                  | Дивизия | Бригада | Примечания |
| --------------- | -------------------- | ------------------------------ | --------------------------------------- | ------- | ------- | ---------- |
| 01.11.1944 года | 2-й Украинский фронт | 6-я гвардейская танковая армия | 9-й гвардейский механизированный корпус |         |         |            |
| 01.12.1944 года | 2-й Украинский фронт | 6-я гвардейская танковая армия | 9-й гвардейский механизированный корпус |         |         |            |
| 01.01.1945 года | 2-й Украинский фронт | 6-я гвардейская танковая армия | 9-й гвардейский механизированный корпус |         |         |            |
| 01.02.1945 года | 2-й Украинский фронт | 6-я гвардейская танковая армия | 9-й гвардейский механизированный корпус |         |         |            |
| 01.03.1945 года | 2-й Украинский фронт | 6-я гвардейская танковая армия | 9-й гвардейский механизированный корпус |         |         |            |
| 01.04.1945 года | 2-й Украинский фронт | 6-я гвардейская танковая армия | 9-й гвардейский механизированный корпус |         |         |            |
| 01.05.1945 года | 2-й Украинский фронт | 6-я гвардейская танковая армия | 9-й гвардейский механизированный корпус |         |         |            |
| 01.08.1945 года | Забайкальский фронт  | 6-я гвардейская танковая армия | 9-й гвардейский механизированный корпус |         |         |            |
| 01.09.1945 года | Забайкальский фронт  | 6-я гвардейская танковая армия | 9-й гвардейский механизированный корпус |         |         |            |

## Командиры

### Командиры бригады
- Миронов Сергей Дмитриевич, полковник (отправлен на учебу), 12.09.1944 - 00.10.1944 года[1]
- Шутов Михаил Васильевич, полковник (25.12.1944 ранен, 28.12.1944 умер от ран), 00.10.1944 - 25.12.1944 года.[2]
- Аврамчук Николай Львович, врио, полковник (26.12.1944 ранен, 28.12.1944 умер от ран), 25.12.1944 - 26.12.1944 года.[3]
- Воронов Иван Яковлевич, полковник, 00.01.1945 - 06.10.1945 года.[4]

### Начальники штаба бригады
- Бреднев Трофим Сергеевич, подполковник, 00.10.1944 года.[5]
- Чекунов Иван Семенович, полковник, 1945 год.[6]
- Дмитриенко, майор, 06.10.1945 года.[7]

### Заместитель командира бригады по строевой части
- Базилкин Евгений Калистратович, майор (погиб 25.12.1944 - ОБД )по 25.12.1944 года[8]

## Боевой путь

### 1944
С 10.10 по 26.10.1944 года бригада в составе 9-го гвардейского мехкорпуса вела наступательные бои в районах: Кикачиу, Гест, Мезедьян, Жадан, Терексет Миклош.
С 27.10 по 4.12.1944 года бригада в составе мехкорпуса была выведена в резерв 2-го Украинского фронта, дислоцировалась в районах: Каба, Кишуй Салаш, Кадь, Ката, Сентмартонката, Формош, Фатван, Корчан, где доукомплектовывалась и занималась подготовкой к предстоящим действиям.
С 5.12 по 20.12.1944 года бригада в составе мехкорпуса вела наступательные бои по окружению Будапештской группировки противника и с 21.12 по 25.12.1944 года оборонялась в районе Томпа.
С 26.12 по 28.12.1944 года вела наступательные бои в направлении Есергом.
С 29.12.1944 года по 4.1.1945 года бригада в составе мехкорпуса вышла в резерв фронта, дислоцировалась в районе: Модяровце, Домарице, г. Семеровце, Хорватице, где приводила себя в порядок.

### 1945
С 6.1 по 16.1.1945 года бригада в составе мехкорпуса вела наступательные бои по уничтожению противника в районе города Комарно.С 18.1 по 24.1.1945 года 30-я гвардейская механизированная бригада в составе 9-го гвардейского механизированного корпуса вела оборонительные бои в районе Комарно.
С 25.1 по 9.3.1945 года бригада в составе мехкорпуса была выведена в резерв 2-го Украинского фронта, дислоцировалась в районах: Дьомро, Илле, Моглод, Ечер, Демандице, Саздице, Гоновце, г. Семеровце, где доукомплектовывалась.
С 10.3 по 17.3.1945 года бригада в составе мехкорпуса 6-й Гвардейской Танковой Армии, подчиненная 3-му Украинскому фронту, дислоцировалась в районах: западная окраина города Будапешт, Чаквар, Чурды, Фольше.
С 18.3 по 13.4.1945 года бригада в составе мехкорпуса 6-й Гв. ТА наступала в направлении: Хаймашкер, Марко, Папао, Целдемлек, Кесег, Винер- Нойштадт, г. Вена.
С 14.4 по 16.4.1945 года бригада в составе МК вышла в резерв 3-го Украинского фронта, дислоцировалась в районе: Медлины, Лизинг, Инцерсдорф.
17.4.1945 года бригада в составе мехкорпуса 6-й Гвардейской Танковой армии переподчинилась 2-му Украинскому фронту.
С 19.4 по 21.4.1945 года из района Мистельбах наступала в направлении Дригомц.
С 23.4 по 4.5.1945 года бригада в составе мехкорпуса наступала в направлении: г. Брно, Бышков, Простеев, Оломоутц.
С 5.5 по 8.5.1945 года бригада в составе мехкорпуса была выведена из боя, дислоцировалась в районе: Шаквице, Старовички, Засни.
С 8.5 по 12.5.1945 года бригада в составе мехкорпуса участвовала в Пражской наступательной операции в полосе 2-го Украинского фронта, в направлении: Яромержице, Ииглава, город Прага, Пржибрам.
С 12.5 по 9.6.1945 года бригада в составе мехкорпуса была выведена из боя, дислоцировалась в районе: Рожмитал, Брезнице, Вешин, где приводила себя в порядок и доукомплектовывалась.
С 10.6 по 7.8.1945 года бригада в составе мехкорпуса 6-й Гвардейской ТА по железной дороге переброшена до станции Баин- Тумен, после разгрузки и совершения 300 км марша сосредоточилась в районе Тамцак- Булак /МНР/, где вошла в подчинение Забайкальского фронта.
С 9.8 по 31.8.1945 года бригада в составе мехкорпуса участвовала в наступательной операции в полосе Забайкальского фронта в направлении: Байн-Хашун-Сумэ, перевал Корохон, /х. Б. Хинган/ Кондолмо, Став- КП, Барун, Чжарод, Лубей, Тунляо, Мукден, Чанчунь, Порт Артур. 
После 31 августа 1945 года 30-я гвардейская мехбригада боевых действий не вела.

## Отличившиеся воины
| Награда | Ф. И.О                       | Должность                                                                       | Звание                  | Дата награждения | Примечания |
| ------- | ---------------------------- | ------------------------------------------------------------------------------- | ----------------------- | ---------------- | ---------- |
|         | Гончаров, Иван Тимофеевич    | командир мотострелкового батальона 30-й гвардейской механизированной бригады    | гвардии капитан         |                  |            |
|         | Петрица, Михаил Захарович    | командир боевой разведывательной машины 30 гвардейской механизированной бригады | гвардии старшина        |                  |            |
|         | Преснов, Владимир Дмитриевич | командир расчёта 82-мм миномёта 30 гвардейской механизированной бригады         | гвардии старший сержант |                  |            |

## Награды и наименования
| Награда, наименование                 | Документ о награждении                                                           | За что получена |
| ------------------------------------- | -------------------------------------------------------------------------------- | --- |
| Почётное звание «Гвардейская»         | присвоено приказом НКО СССР                                                      | |
| Почётное наименование «Днестровская»  | присвоено приказом Верховного главнокомандующего № 081 от 8 апреля 1944 года     | За успешные боевые действия на р. Днестр и выход на государственную границу |
| Почётное наименование «Хинганская»    | присвоено приказом Верховного главнокомандующего № 0162 от 20 сентября 1945 года | за отличие в боях против японских войск на Дальнем Востоке при прорыве Джалайнурского и Халун-Аршанского укрепленных районов, форсировании горного хребта Большой Хинган и овладении городами Мукден, Цицикар. |
| Орден Кутузова II степени             | награждена указом Президиума Верховного Совета СССР от 26 апреля 1945 года       | За образцовое выполнение заданий командования в боях с немецкими захватчиками при овладении городами Секешфехервар, Мор, Зирез, Веспрем, Эньинг и проявленные при этом доблесть и мужество.                    |
| Орден Богдана Хмельницкого II степени | награждена указом Президиума Верховного Совета СССР от 28 мая 1945 года          | За образцовое выполнение заданий командования в боях с немецкими захватчиками при овладении городом Брно и проявленные при этом доблесть и мужество.                                                           |